# Coffeen (Illinois)
Pour les articles homonymes, voir Coffeen.
Coffeen est une petite ville du comté de Montgomery dans l'Illinois aux États-Unis. Elle est baptisée en référence à G. F.  Coffeen, originaire de Watertown (New York). Lors de la construction de la ligne ferroviaire Toledo, St. Louis and Western Railroad, il achète, en 1881, les terres qui deviendront la ville de Coffen. Coffen est incorporé, en tant que village le 5 décembre 1889.

## Démographie
Lors du recensement de 2010, la ville comptait une population de 685 habitants. Elle est estimée, en 2016, à 657 habitants.

## Source de la traduction
- (en) Cet article est partiellement ou en totalité issu de l’article de Wikipédia en anglais intitulé « Coffeen, Illinois » (voir la liste des auteurs).